# Gorki (Novopokróvskaia)
Gorki - Горький (rus) és un possiólok que pertany a la stanitsa de Novopokróvskaia (krai de Krasnodar, Rússia). És a la vora del Górkaia Balka, afluent del riu Ieia. És a 7 km al nord-est de Novopokróvskaia i a 173 km al nord-est de Krasnodar.